# Swimmy
Swimmy ist ein Bilderbuch von Leo Lionni, das erstmals 1963 in den USA erschienen ist. Die deutschsprachige Ausgabe erschien in der Übersetzung durch James Krüss 1964 im Kölner Middelhauve Verlag. Der italienisch-amerikanische Künstler schrieb den Text und gestaltete die Illustrationen.

## Handlung
Der kleine, schwarze Fisch Swimmy lebt glücklich in einem Schwarm roter Fische. Als dieser von einem großen Thunfisch gefressen wird, verlässt er seine Heimat und erlebt Abenteuer im Ozean, trifft viele andere Meeresbewohner (unter anderem Quallen und einen Aal), bis er einen neuen Schwarm roter Fische findet. Aus Angst, von größeren Fischen gefressen zu werden, bilden die kleinen Fische eine Gruppe in der Form eines großen Fisches, und Swimmy, dessen Idee das Ganze war, spielt das Auge. So können die Fische ohne Angst durch das ganze Meer schwimmen.

## Rezeption
Lionni erzählt hier, wie auch in Frederick, eine Geschichte mit „parabolische(m) Charakter“ und einer „eigenen Morallehre“. Dem Leser wird vermittelt: „Gemeinsam sind wir stark, auch wenn wir klein sind.“/„Das Ganze ist mehr als die Summe seiner Teile“ (siehe: Emergenz). Swimmy ist ein Beispiel für ein mehrfach adressiertes, also an Kinder und Erwachsene gerichtetes Kinderbuch. Kaylee Davis schreibt in ihrer Rezension: „Die Erzählung kommt mit wenig Text aus. Der eigentliche Star des Buches sind die Illustrationen […] Die leuchtende Unterwasserwelt ist eine Kombination aus Collage und Malerei. Kleine Kinder lieben es, in jedem Bild den winzigen, schwarzen Fisch zu finden und jubeln Swimmy zu, wenn er den anderen Fischen zeigt, was Teamwork bedeutet.“

## Auszeichnungen
Lionni wurde 1964 für seine Illustrationen in Swimmy mit einem Caldecott Honor geehrt. In der deutschen Übersetzung wurde das Werk 1965 mit dem Deutschen Jugendbuchpreis (heute Jugendliteraturpreis) ausgezeichnet. Im Jahr 2009 wurde Swimmy in das literarische Nachschlagewerk 1001 Kinder- und Jugendbücher – Lies uns, bevor Du erwachsen bist! für die Altersstufe 5–8 Jahre aufgenommen.

## Ausgaben
- Swimmy. Pantheon Books, USA 1963 (englisch).
- Swimmy. Middelhauve, 1964 (deutsche Erstausgabe).